# Eucera conformis
Eucera conformis är en biart som först beskrevs av Timberlake 1969.  Eucera conformis ingår i släktet långhornsbin, och familjen långtungebin. Inga underarter finns listade i Catalogue of Life.